# Val Grigna
La Val Grigna o Valgrigna è una valle della Lombardia orientale, tributaria laterale della Val Camonica e pertanto appartenente, dal punto di vista amministrativo, alla Provincia di Brescia.

## Geografia
La valle prende il suo nome dal torrente che l'attraversa, la Grigna (il nome è etimologicamente femminile e lo si ritrova così nel dialetto e nei proverbi). Il suo imbocco si colloca presso il comune di Esine, nella media Valle Camonica, e prosegue lungo i territori di Berzo Inferiore, Bienno e Prestine. 
Si conclude in testata al Passo di Croce Domini (1892 m). 
La valle giace a sud del Parco regionale dell'Adamello, segnandone il confine meridionale. Dal punto di vista orografico separa le Alpi Retiche meridionali a nord dalle Prealpi Bresciane e Gardesane a sud.